# Theresienwiese (stanice metra v Mnichově)
Theresienwiese je stanice mnichovského metra ležící v ulici St. Paul Straße u kostela sv. Pavla. Ve stanici staví linky U4 a U5. Jméno přeloženo do češtiny znamená Tereziánská louka. Tato louka leží poblíž a každým rokem se zde koná světoznámý Oktoberfest. Do stanice jsou k dispozici 4 vchody s eskalátory (3 ze St. Paul Straße a jeden z Tereziánské louky), výtah a WC pro vozíčkáře. Stanice byla uvedena do provozu 10. března 1984. Hlavními barvami interiéru jsou žlutá a černá, mnichovské barvy, které zdobí nástupiště. Dále jsou zde umístěny fresky od Ricarda Dietze.